# العلاقات الشمال مقدونية المنغولية
العلاقات الشمال مقدونية المنغولية هي العلاقات الثنائية التي تجمع بين شمال مقدونيا ومنغوليا.

## مقارنة بين البلدين
هذه مقارنة عامة ومرجعية للدولتين:
| وجه المقارنة                                              | شمال مقدونيا                                               | منغوليا         |
| --------------------------------------------------------- | ---------------------------------------------------------- | --------------- |
| المساحة (كم2)                                             | 25.71 ألف                                                  | 1.57 مليون      |
| عدد السكان (نسمة)                                         | 2.08 مليون                                                 | 3.08 مليون      |
| الكثافة السكانية (ن./كم²)                                 | 80.9                                                       | 1.96            |
| العاصمة                                                   | إسكوبية                                                    | أولان باتور     |
| اللغة الرسمية                                             | اللغة المقدونية، اللغة الألبانية                           | اللغة المنغولية |
| العملة                                                    | دينار مقدوني                                               | توغروغ منغولي   |
| الناتج المحلي الإجمالي (بليون دولار)                      | 11.34 مليار                                                | 11.49 مليار     |
| الناتج المحلي الإجمالي (تعادل القوة الشرائية) بليون دولار | 29.26 مليار                                                | 36.16 مليار     |
| الناتج المحلي الإجمالي الاسمي للفرد دولار أمريكي          | 4.85 ألف                                                   | 3.97 ألف        |
| الناتج المحلي الإجمالي للفرد دولار أمريكي                 | 16.25 ألف                                                  | 11.95 ألف       |
| مؤشر التنمية البشرية                                      | 0.747                                                      | 0.727           |
| رمز المكالمات الدولي                                      | +389                                                       | +976            |
| رمز الإنترنت                                              | .mk                                                        | .mn             |
| المنطقة الزمنية                                           | توقيت وسط أوروبا، ت ع م+01:00، ت ع م+02:00، أوروبا/سكوبيه ‏ | ت ع م+08:00     |

## منظمات دولية مشتركة
يشترك البلدان في عضوية مجموعة من المنظمات الدولية، منها:
| علم المنظمة | اسم المنظمة                               | تاريخ انضمام شمال مقدونيا | تاريخ انضمام منغوليا |
| ----------- | ----------------------------------------- | ------------------------- | -------------------- |
|             | مؤسسة التنمية الدولية                     | 25 فبراير 1993            | 14 فبراير 1991       |
|             | يونسكو                                    | 28 يونيو 1993             | 1 نوفمبر 1962        |
|             | وكالة ضمان الاستثمار متعدد الأطراف        | 19 مارس 1993              | 21 يناير 1999        |
|             | الأمم المتحدة                             | 8 أبريل 1993              | 27 أكتوبر 1961       |
|             | الاتحاد البريدي العالمي                   | ?                         | ?                    |
|             | البنك الدولي للإنشاء والتعمير             | 25 فبراير 1993            | 14 فبراير 1991       |
|             | الاتحاد الدولي للاتصالات                  | 4 مايو 1993               | 27 أغسطس 1964        |
|             | منظمة حظر الأسلحة الكيميائية              | ?                         | ?                    |
|             | مؤسسة التمويل الدولية                     | 25 فبراير 1993            | 14 فبراير 1991       |
|             | المركز الدولي لتسوية المنازعات الاستشارية | 26 نوفمبر 1998            | 14 يوليو 1991        |
|             | منظمة التجارة العالمية                    | ?                         | ?                    |
|             | منظمة الشرطة الجنائية الدولية             | ?                         | ?                    |
|             | منظمة الأمن والتعاون في أوروبا            | 12 أكتوبر 1995            | 21 نوفمبر 2012       |

## وصلات خارجية
- موقع وزارة الخارجية المنغولية